# Canto al sole
Canto al sole este un album lansat în anul 2001 de Al Bano. Albumul contine melodia Lei dedicată lui Jasmine Carrisi, fiica lui nascută în același an. Piesa Il mito (Song for Ferrari) se refera la mitul Ferrari, iar Piazza grande este luată din repertoriul lui Lucio Dalla.
Albumul a fost foarte bine vândut în Austria unde a obținut un disc de aur. În 2002 a fost lansat, pentru publicul german și austriac, un DVD cu același titlu care cuprinde videoclipurile cu o mare parte din melodiile de pe album și câteva interviuri.

## Track list
1. Canto al sole  (Diane Warren, Fabrizio Berlincioni)
2. È come musica  (Dietmar Kawohl, Fabrizio Berlincioni, Albano Carrisi)
3. Lei  (Dieter Bohlen, Horn-Bernges, Fabrizio Berlincioni, Luciano Sardelli, Albano Carrisi)
4. Cos'è l'amore (Mark Taylor, Paul Barry, Luciano Sardelli, Albano Carrisi)
5. La canzone di Maria (Gypsy version)  (Maurizio Fabrizio, Bruno Lauzi)
6. Libertà (New Version)  (Springbock, L.B.Horn, Willy Molco, Romina Power, Vito Pallavicini)
7. Un amore per sempre  (Dietmar Kawohl, Fabrizio Berlincioni, Albano Carrisi)
8. Il mito (Song for Ferrari)  (Windorf, Bernd Meinunger, Fabrizio Berlincioni, Albano Carrisi)
9. Volare  (Domenico Modugno, Franco Migliacci)
10. Piazza grande  (Lucio Dalla, Ron, Gianfranco Baldazzi, Sergio Bardotti)
11. Bianca di luna (Albano Carrisi, Pino Massara, Alessandro Colombini)
12. La canzone di Maria (Reggae version)  (Maurizio Fabrizio, Bruno Lauzi)
13. Angelo Raffaele  (Albano Carrisi, Oscar Avogadro)
14. Il paradiso dov'è (Tell me there's a heaven)  (Chris Rea, Fabrizio Berlincioni)